# Chudzowice
Chudzowice – wieś w Polsce położona w województwie lubuskim, w powiecie żarskim, w gminie Trzebiel.
W latach 1975–1998 miejscowość administracyjnie należała do województwa zielonogórskiego. Miejscowość jest otoczona gęstymi lasami.

## Zabytki
Do wojewódzkiego rejestru zabytków wpisany jest:
- dom, drewniany z 1798 roku.